# さゆり幼稚園
さゆり幼稚園（さゆりようちえん）は、埼玉県飯能市にある私立幼稚園。日本キリスト教団飯能教会の牧師が創設したキリスト教主義の幼稚園である。平成30年 (2018年)から、幼保連携型 認定こども園となった。

## 沿革
- 昭和33年 (1958年)	初代理事長 藤原政太郎により設立[2]
- 昭和43年 (1968年)	組織変更をし、学校法人化
- 昭和47年 (1972年)	鉄筋コンクリート造園舎へ建て替え
- 平成20年 (2008年)	創立50周年
- 平成30年 (2018年)	幼保連携型認定こども園となる。同年、鉄骨造２階建てへの新園舎へ建て替え

## 教育目標
- 小さい時から神様の存在を知り、神と人を愛する子どもになる[1]。
- 感謝と喜びの心をもち、生活できる子どもになる。
- 様々なことに好奇心をもち、よく聴く、よく観る、そしてよく考える子どもになる。
- 食育指導を通して食べ物に関心を持つ子どもになる。

## 特徴

### キリスト教主義
幼少期から神の愛を知ることが人間形成に大切であるという当園創設者の理念のもと、以下を行っている。キリスト教の信仰を強制することはない。
- 朝、昼、帰りに祈りの時間がある。
- 月に一度礼拝の時間がある。
- 年長組は、クラス毎に聖書の話を聞く。

### 食育活動
食や健康などの知識を教えるだけでなく、五感を使った様々な体験から「たべることのよろこびをみつけること」を目的として行われている。
- 畑で、種まきから収穫まで行っている。
- 田で、年長組が田植え・稲刈りを行っている。
- 収穫した野菜や米を使ってクッキングを行っている。
- 園児の健康と環境に配慮し、無農薬・有機栽培で栽培している[4]。

## 昼食
- 全日給食の提供あり[5]。
- 週１日（ベーカリーのパン）を除き、自園給食

## 併設
学童保育
小学校１年生～６年生対象
未就園児教室
- ふたば教室 - ０・１才児対象[7]
- つぼみ教室 - ２才児対象[8]
- こひつじクラス - 満３才児対象[9]

## 現地情報
所在地
- 埼玉県飯能市緑町2-5

交通アクセス
- 鉄道　 JR八高線 東飯能駅  （徒歩5分）
- 車　　 国道299号「市役所入口」交差点近く